# Een lied voor kinderen
"Een lied voor kinderen" is een nummer van de Nederlandse muzikant Dimitri van Toren. Het verscheen op zijn verzamelalbum Een portret van Dimitri van Toren uit 1973. In 1972 werd het al uitgebracht als single.

## Achtergrond
"Een lied voor kinderen" is geschreven door Dimitri van Toren en geproduceerd door Tim Griek. Het lied wordt beschreven als een "soort romantische protestsong" met een "typisch Van Toren-refrein".
"Een lied voor kinderen" werd in 1972 voor het eerst als single uitgebracht met "En speel de wind en het ponypaard aan elkaar" op de B-kant Het behaalde geen succes. Als opvolger verscheen de single "Hé, kom aan", waarmee Van Toren zijn eerste hit had. In navolging werd "Een lied voor kinderen" opnieuw als single uitgebracht. Ditmaal stond "Met jouw wonderland muziek", een duet met Elly Nieman, op de B-kant. In de heruitgave werd het wel een hit met een zesde plaats in zowel de Nederlandse Top 40 als de Daverende Dertig.
"Een lied voor kinderen" is een aantal malen gecoverd. Conny Vandenbos nam in 1995 een nieuwe versie op onder de titel "Dit is een lied voor kinderen". Ook de Vlaamse groep Mama's Jasje (1997) en zangeres Dana Winner (2010) hebben covers uitgebracht.

## Hitnoteringen

### Nederlandse Top 40
| Hitnotering: 06-10-1973 t/m 22-12-1973 | Hitnotering: 06-10-1973 t/m 22-12-1973 | Hitnotering: 06-10-1973 t/m 22-12-1973 | Hitnotering: 06-10-1973 t/m 22-12-1973 | Hitnotering: 06-10-1973 t/m 22-12-1973 | Hitnotering: 06-10-1973 t/m 22-12-1973 | Hitnotering: 06-10-1973 t/m 22-12-1973 | Hitnotering: 06-10-1973 t/m 22-12-1973 | Hitnotering: 06-10-1973 t/m 22-12-1973 | Hitnotering: 06-10-1973 t/m 22-12-1973 | Hitnotering: 06-10-1973 t/m 22-12-1973 | Hitnotering: 06-10-1973 t/m 22-12-1973 | Hitnotering: 06-10-1973 t/m 22-12-1973 | Hitnotering: 06-10-1973 t/m 22-12-1973 |
| Week                                   | 1                                      | 2                                      | 3                                      | 4                                      | 5                                      | 6                                      | 7                                      | 8                                      | 9                                      | 10                                     | 11                                     | 12                                     |                                        |
| -------------------------------------- | -------------------------------------- | -------------------------------------- | -------------------------------------- | -------------------------------------- | -------------------------------------- | -------------------------------------- | -------------------------------------- | -------------------------------------- | -------------------------------------- | -------------------------------------- | -------------------------------------- | -------------------------------------- | -------------------------------------- |
| Nummer                                 | 35                                     | 18                                     | 11                                     | 9                                      | 6                                      | 6                                      | 9                                      | 14                                     | 23                                     | 26                                     | 38                                     | 39                                     | uit                                    |

### Daverende Dertig
| Hitnotering: 13-10-1973 t/m 08-12-1973 | Hitnotering: 13-10-1973 t/m 08-12-1973 | Hitnotering: 13-10-1973 t/m 08-12-1973 | Hitnotering: 13-10-1973 t/m 08-12-1973 | Hitnotering: 13-10-1973 t/m 08-12-1973 | Hitnotering: 13-10-1973 t/m 08-12-1973 | Hitnotering: 13-10-1973 t/m 08-12-1973 | Hitnotering: 13-10-1973 t/m 08-12-1973 | Hitnotering: 13-10-1973 t/m 08-12-1973 | Hitnotering: 13-10-1973 t/m 08-12-1973 | Hitnotering: 13-10-1973 t/m 08-12-1973 |
| Week                                   | 1                                      | 2                                      | 3                                      | 4                                      | 5                                      | 6                                      | 7                                      | 8                                      | 9                                      |                                        |
| -------------------------------------- | -------------------------------------- | -------------------------------------- | -------------------------------------- | -------------------------------------- | -------------------------------------- | -------------------------------------- | -------------------------------------- | -------------------------------------- | -------------------------------------- | -------------------------------------- |
| Nummer                                 | 26                                     | 11                                     | 10                                     | 6                                      | 6                                      | 12                                     | 13                                     | 20                                     | 26                                     | uit                                    |

### NPO Radio 2 Top 2000
| Nummer met noteringen in de NPO Radio 2 Top 2000 | '00  | '01  | '02  | '03  | '04  | '05  | '06  | '07  | '08  |
| ------------------------------------------------ | ---- | ---- | ---- | ---- | ---- | ---- | ---- | ---- | ---- |
| Een lied voor kinderen                           | 1373 | 1752 | 1591 | 1887 | 1529 | 1886 | 1928 | 1836 | 1745 |

1. ↑  Een vetgedrukt getal geeft de hoogste notering aan.
2. ↑  2000 was het eerste jaar met een notering voor dit nummer.
3. ↑  Deze tabel is bijgewerkt tot en met de laatste editie (2024).